# Черешово (област Благоевград)
Вижте пояснителната страница за други значения на Черешово.
Черѐшово е село в Югозападна България. То се намира в община Белица, област Благоевград.

## География
Село Черешово се намира в планински район.

## История
В 1889 година Стефан Веркович („Топографическо-этнографическій очеркъ Македоніи“) отбелязва Черешюво като село със 128 български и 9 турски къщи.

## Население

### Етнически състав
Преброяване на населението през 2011 г.
Численост и дял на етническите групи според преброяването на населението през 2011 г.:
|                     | Численост |
| Общо                | 277       |
| Българи             | 204       |
| Турци               | -         |
| Цигани              | -         |
| Други               | -         |
| Не се самоопределят | -         |
| Неотговорили        | 37        |